# Quilmesaurus
Quilmesaurus ist eine dubiose (zweifelhafte) Gattung theropoder Dinosaurier aus der Oberkreide Argentiniens. Der bislang einzige Fund besteht lediglich aus dem rechten Schienbein und dem Unterende des rechten Oberschenkelknochens und stammt aus der Allen-Formation (Campanium bis Maastrichtium). Er wird der Abelisauroidea zugeschrieben, einer Gruppe innerhalb der Ceratosauria, und gehörte innerhalb dieser Gruppe wahrscheinlich zu den Abelisauridae. Quilmesaurus wurde 2001 von Rodolfo Coria mit der einzigen Art Quilmesaurus curriei wissenschaftlich beschrieben.

## Forschungsgeschichte und Namensgebung
Der Fund (Exemplarnummer MPCA-PV-100) wurde in den späten 1980ern von einem Grabungsteam der Universidad Nacional de Tucumán unter der Leitung von Jaime Eduardo Powell entdeckt. Er stammt aus fluviatilen Sandsteinen aus dem unteren Bereich der Allen-Formation. Es handelte sich um den ersten innerhalb dieser Formation entdeckten Fund eines Theropoden. Der Fundort (Salitral Ojo de Agua) befindet sich südlich der Stadt General Roca in der argentinischen Provinz Río Negro.
Der Name Quilmesaurus weist auf den Stamm der Quilmes. Der zweite Teil des Artnamens, curriei, ehrt den bedeutenden kanadischen Paläontologen Philip Currie.

## Merkmale
Die Körperlänge dieses Tieres wurde anhand der rekonstruierten Länge des Oberschenkelknochens auf 6,3 bis 8 Meter geschätzt. Im Vergleich mit anderen Abelisauriden sind die Beinknochen lang und schlank. Die Einordnung innerhalb der Abelisauridae wird unter anderem durch die starke Ausprägung des mediodistalen Kamms am Unterende des Oberschenkelknochens unterstützt. Ein ungewöhnliches Merkmal ist der in Seitenansicht hakenförmige Cnemialkamm, ein markanter Knochenkamm auf der Vorderseite des oberen Schienbeinendes.

## Systematik und Gültigkeit
Ursprünglich klassifizierte Rodolfo Coria (2001) Quilmesaurus als Theropode mit unbekannten Verwandtschaftsbeziehungen. Coria schloss eine Zuordnung zu den Ceratosauria aus, da das Schienbein keine Anzeichen auf Verschmelzungen mit den Knochen des Fußgelenks aufweist, wie es bei anderen damals bekannten Vertretern der Ceratosauria der Fall ist. Heute ist eine ähnliche Anatomie jedoch auch bei anderen Ceratosauria wie Majungasaurus nachgewiesen worden. Derzeit wird der Fund innerhalb der Abelisauroidea klassifiziert, verschiedene Merkmale weisen zudem auf eine Position innerhalb der Abelisauridae. In der Neubeschreibung des Fossils im Jahr 2007 kommen Juárez Valieri und Kollegen zu dem Ergebnis, dass es möglicherweise der Carnotaurinae zuzuschreiben ist, einer Untergruppe der Abelisauridae.
In einer 2007 veröffentlichten Neubeschreibung des Fossils wird Quilmesaurus als Nomen dubium deklariert, da keine Merkmale ausfindig gemacht werden konnten, anhand derer diese Gattung von anderen Gattungen abgegrenzt werden kann (Autapomorphien).

## Belege